# Gabriel Ukec
Gabriel Ukec (* 1914 in Avogira, Belgisch Kongo; † 1. November 1985) war ein kongolesischer Geistlicher und römisch-katholischer Bischof von Bunia.

## Leben
Gabriel Ukec empfing am 15. August 1943 das Sakrament der Priesterweihe.
Am 29. September 1964 ernannte ihn Papst Paul VI. zum Bischof von Bunia. Der Erzbischof von Mecheln-Brüssel, Léon-Joseph Kardinal Suenens, spendete ihm am 6. Juni 1965 die Bischofsweihe; Mitkonsekratoren waren der Apostolische Vikar von Bukavu, Louis Van Steene MAfr, und der Bischof von Goma, Joseph Mikararanga Busimba.
Ukec nahm an der vierten Sitzungsperiode des Zweiten Vatikanischen Konzils teil. Vom 10. Oktober 1979 bis September 1980 war er zudem Apostolischer Administrator von Mahagi. Am 2. Juli 1984 nahm Papst Johannes Paul II. das von Gabriel Ukec vorgebrachte Rücktrittsgesuch an.